# Trigger, il cavallo prodigio
Trigger, il cavallo prodigio (My Pal Trigger) è un film del 1946 diretto da Frank McDonald e Yakima Canutt.
È un musical western statunitense con Roy Rogers, George 'Gabby' Hayes e Dale Evans.

## Trama
In una fattoria del West, alcuni proprietari di ranch si contendono il possesso di un magnifico stallone che infine viene ucciso. Il figlio dello stallone, il puledro Trigger, potrebbe vincere facilmente la sua prima corsa, ma il suo fantino fa in modo che a vincere sia la figlia del proprietario del cavallo ucciso.

## Produzione
Il film, diretto da Frank McDonald e Yakima Canutt su una sceneggiatura di Jack Townley e John K. Butler con il soggetto di Paul Gangelin, fu prodotto da Armand Schaefer, come produttore associato, per la Republic Pictures e girato nel Kentucky Park Farms a Thousand Oaks e nella Inyo National Forest a Bishop in California.

## Colonna sonora
- Ole Faithful - scritta da Michael Carr e Hamilton Kennedy, cantata da Roy Rogers
- Livin' Western Style - musica di Don Swander, parole di June Hershey, cantata da Roy Rogers
- Alla En El Rancho Grande - scritta da Silvano Ramos, parole in inglese di Bartley Costello, cantata dai Sons of the Pioneers
- Harriet - musica di Abel Baer, parole di Paul Cunningham, cantata da Roy Rogers e Dale Evans
- Long, Long Ago - scritta da Thomas Haynes Bayley, cantata da Dale Evans

## Distribuzione
Il film fu distribuito con il titolo My Pal Trigger negli Stati Uniti dal 10 luglio 1946 al cinema dalla Republic Pictures.
Altre distribuzioni:
- in Giappone il 7 dicembre 1951
- in Svezia il 5 maggio 1952 (En cowboy i högform)
- in Brasile (Meu Amigo Trigger)
- in Portogallo (O Meu Amigo Trigger)
- in Germania (Schüsse auf der Ranch)
- in Italia (Trigger, il cavallo prodigio)

## Promozione
Le tagline sono:
- "Laugh And Cry At A Truly Different Story Of The West... A Truly Great Tale Of The Love Of A Man For His Horse!".
- "The Heart-Warming Story Of A Cowboy And His Horse!".
- "AN EXCITINGLY DIFFERENT SPECTACLE! The Great Story Of A Great Horse!".
- "So Stirring... So Exciting... So Intensely Real...".